# Passaporte chileno
O passaporte chileno (em castelhano:  Pasaporte chileno) é um documento de identidade emitido para os cidadãos do Chile para facilitar as viagens internacionais. Os passaportes chilenos são válidos para viagens em todo o mundo e facilitam o acesso a serviços consulares no exterior. Eles são emitidos pelo Registro Civil e Identificación ("Registro Civil e de Identificação").
Os cidadãos do Chile não precisam de passaporte para viajar para a Argentina, Bolívia, Brasil, Colômbia, Equador, Paraguai, Peru e Uruguai. Para esses países, eles podem usar apenas suas carteiras de identidade nacionais, chamadas Cédula de Identidad ("Cédula de Identidade").
Os passaportes chilenos são válidos por um período de 10 anos (desde 1º de fevereiro de 2020) a partir da data de emissão, e a validade não pode ser prorrogada. Desde a introdução dos passaportes com leitura óptica, os passaportes familiares não são mais emitidos.
Desde setembro de 2013, novos passaportes biométricos estão sendo emitidos. O redesenho foi parte de um programa organizado pelo Ministério da Justiça, no qual os chilenos escolheram a identidade gráfica e os símbolos do passaporte por meio de uma pesquisa on-line em 2012.

## Processo de solicitação
Todos os passaportes são emitidos exclusivamente pelo Registro Civil e Identificación. No Chile, as solicitações de passaporte são feitas pessoalmente na maioria dos escritórios do Registro Civil e Identificación. Para solicitantes fora do Chile, as solicitações são aceitas por todos os Consulados Gerais. Uma fotografia e as impressões digitais do solicitante são tiradas no local, bem como uma impressão digital do polegar direito se o solicitante também precisar de uma Cédula de Identidade.
As solicitações de passaportes no Chile têm um prazo de entrega de 7 dias úteis (mas geralmente não passa de 3 dias úteis, desde a captura da foto até a entrega) e devem ser retiradas no escritório onde a solicitação foi feita, a menos que o solicitante exija que o passaporte seja entregue para retirada em Santiago ou em outro escritório diferente. O tempo previsto de entrega para solicitações de passaporte feitas fora do Chile é de cerca de 6 semanas, a menos que o solicitante exija um serviço rápido por um custo adicional (sujeito à disponibilidade).

## Características

### Edição de 2013 até o presente
Os novos passaportes biométricos regulares emitidos desde setembro de 2013 são de cor vermelho-vinho. As palavras República de Chile estão acima do brasão de armas, com a palavra Pasaporte e Passport abaixo, seguidas pelo símbolo do passaporte biométrico. As letras e o brasão de armas são dourados. O passaporte padrão tem 32 páginas, enquanto a versão estendida tem 64 por uma taxa adicional. A página de dados contém um microchip com as informações biométricas do titular. Ele apresenta imagens dos Andes, do Condor Andino e da bandeira nacional. O passaporte está em espanhol e inglês.

### Edição 1992-2013 (ainda válida, até as datas de expiração em cada passaporte)
Os passaportes comuns são de cor azul-marinho escuro. As palavras República de Chile estão acima do brasão de armas chileno, com a palavra Pasaporte abaixo. A cor do brasão e das letras é cobre. O passaporte padrão contém 32 páginas, mas pode ser emitido com 64 páginas por uma taxa adicional. A página de dados está localizada na contracapa, deixando assim todas as 32 páginas para carimbos e vistos. A página de dados tem vários recursos de segurança, como a fotografia e a assinatura digitalizadas do portador, um brasão visível sob luz ultravioleta e um moai impresso com tinta opticamente variável sobre o canto superior esquerdo da fotografia do portador.
Desde 2003, somente passaportes legíveis por máquina com uma foto digitalizada do portador do passaporte são emitidos. A página de informações está escrita em espanhol e inglês.
- Fotografia
- Tipo de documento (P para passaporte, D para diplomático e O para oficial)
- Código do país (CHL)
- Número do passaporte (igual ao número do RUN (identidade nacional) até 2013)
- Sobrenome
- Nomes próprios
- Nacionalidade (Chilena)
- Número do livreto
- Data de nascimento
- Autoridade emissora (Registro Civil e Identificación)
- Gênero
- Local de nascimento (nome da cidade, se nascido no Chile. Para os nascidos fora do Chile, nome da cidade e do país)
- Data de emissão
- Data de expiração
- Assinatura
- A página de informações termina com a zona de leitura óptica.

## Taxas
Os pedidos de passaporte para um livreto de 32 páginas dentro do país no Serviço de Registro Civil e Identificación do Chile custam $ 69.660 pesos e para um livreto de 64 páginas o custo é de $ 69.740 pesos.
As solicitações de passaporte fora do Chile têm preço semelhante, mas são pagas na moeda local. O preço é de US$ 91 para o livreto de 32 páginas e US$ 92 para o de 64 páginas, mais uma taxa consular de US$ 3.

## Passaporte biométrico
O Registro Civil e Identificación e o Ministério da Justiça do Chile adjudicaram o contrato para a fabricação dos novos passaportes e carteiras de identidade biométricos chilenos à Morpho S.A.S (agora IDEMIA), sediada na França, em 20 de janeiro de 2012. O novo sistema de passaporte e carteira de identidade foi apresentado ao público em geral em 2 de setembro de 2013. Todos os documentos emitidos a partir dessa data são biométricos, e todos os documentos não biométricos serão válidos até a data de expiração.

## Galeria de passaportes chilenos

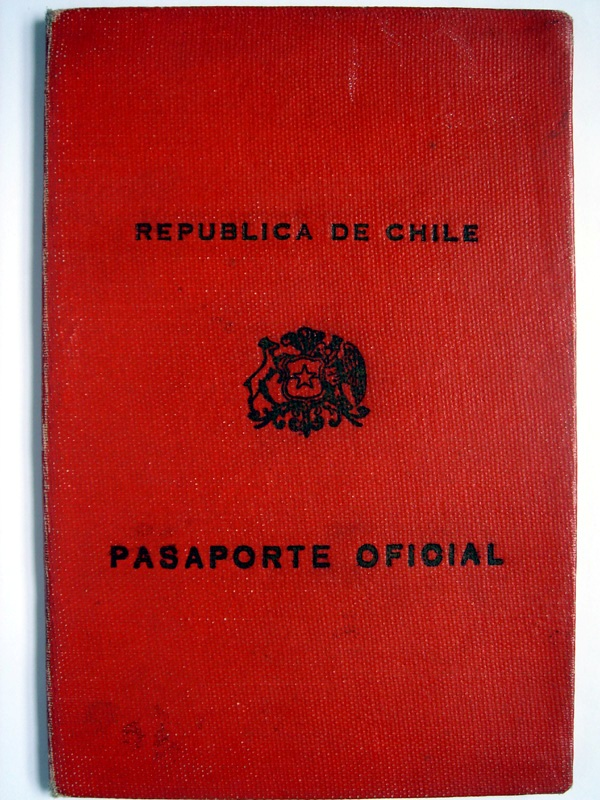
Passaporte oficial chileno emitido em 1957
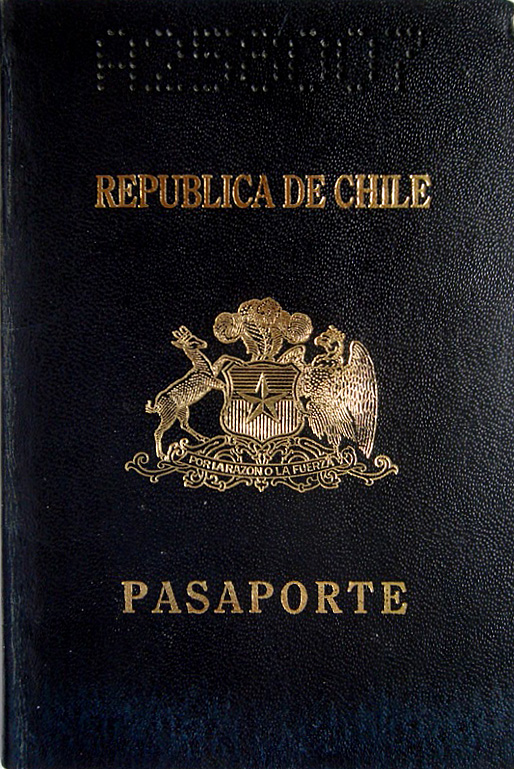
Passaporte (emitido de 1992 a 2013)
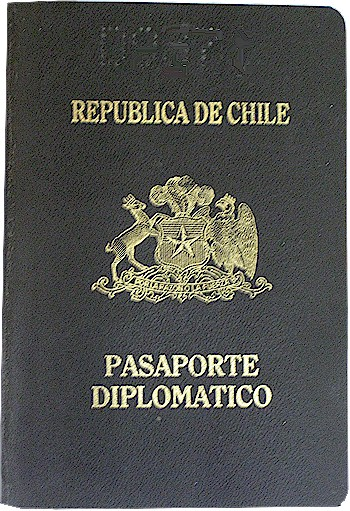
Passaporte diplomático chileno até 2005
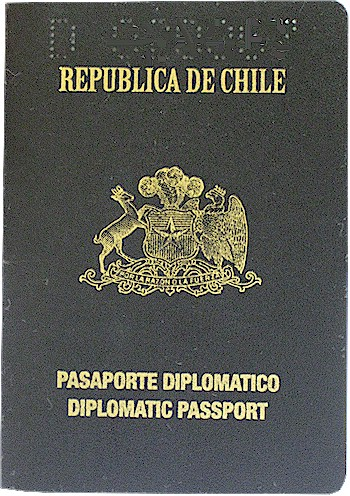
Passaporte diplomático chileno 2005-2013
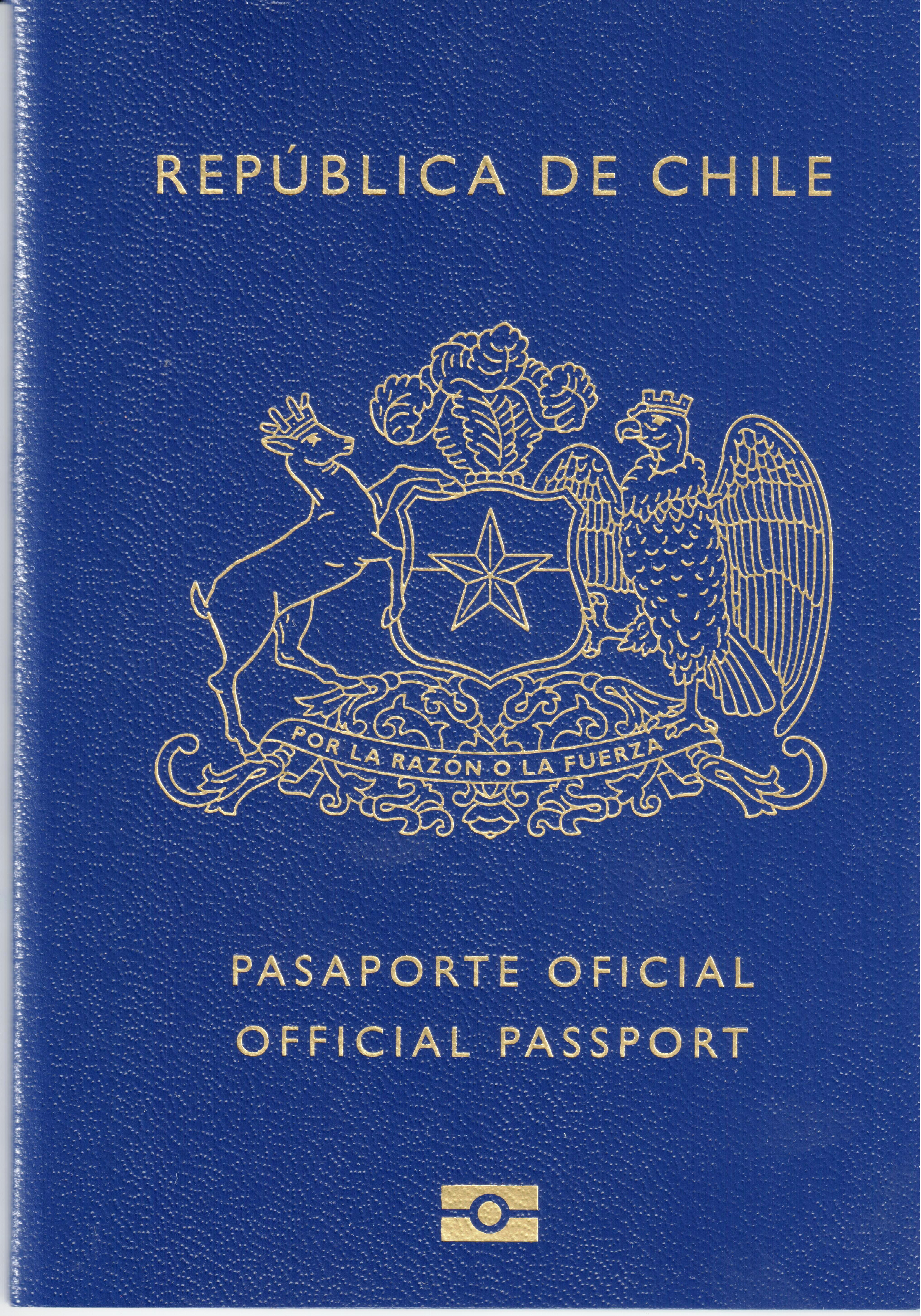
Passaporte oficial chileno de 2013
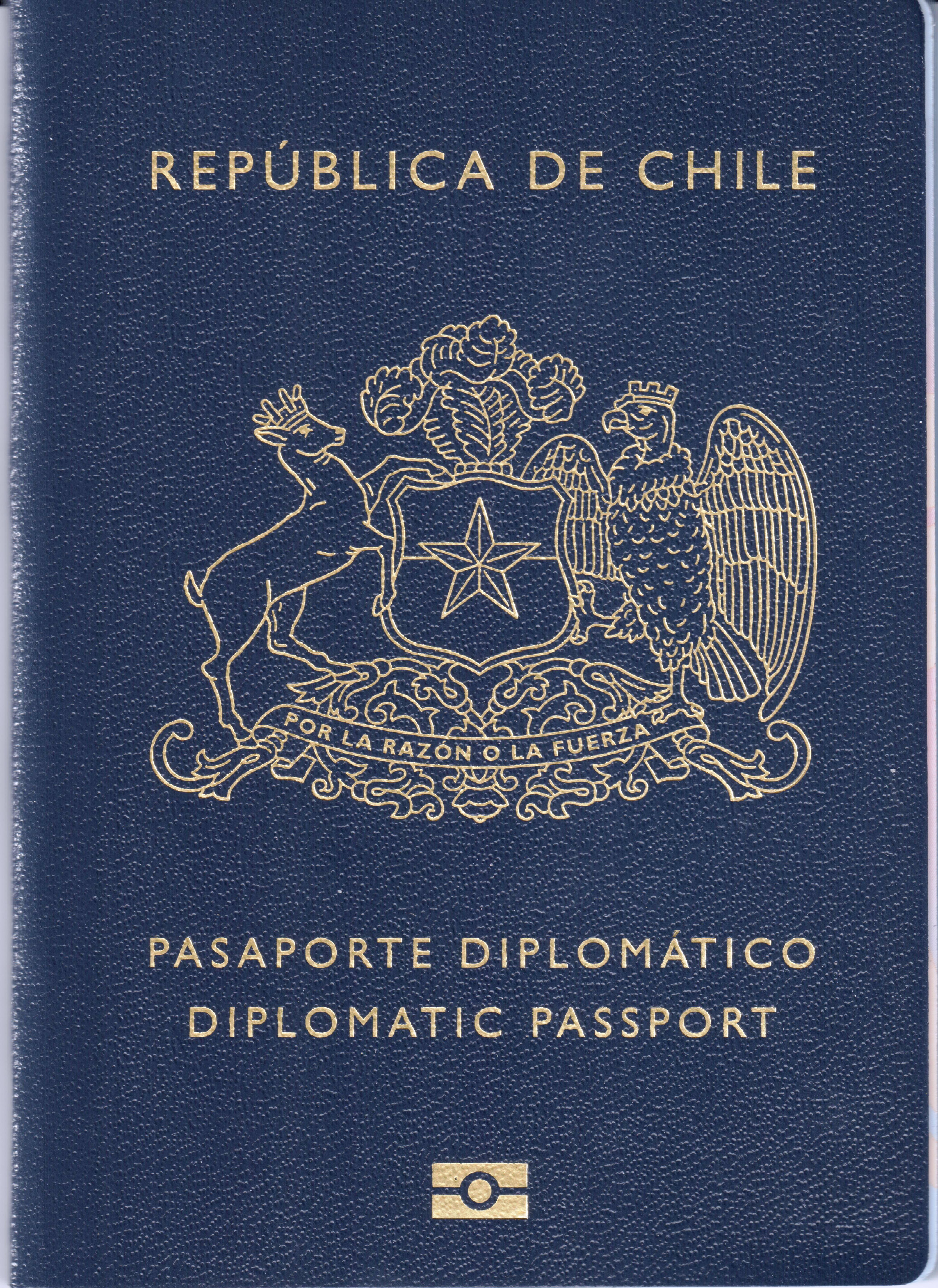
Passaporte diplomático chileno de 2013
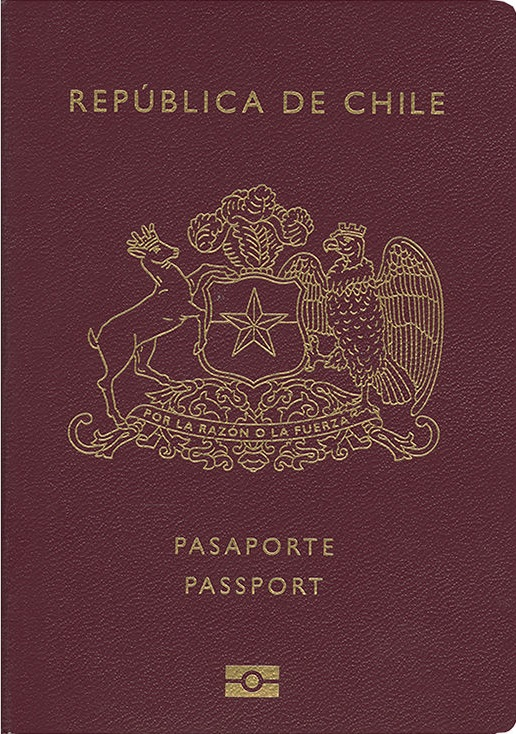
A capa do passaporte chileno atual desde 2013

## A liberdade de viagem dos cidadãos chilenos

Requisitos de visto para cidadãos chilenos
Chile
Documento de Identidade
Visto não necessário / ESTA / eTA
Visto na chegada
eVisa
Visto disponível na chegada ou on-line
Visto necessário

Os cidadãos chilenos tiveram acesso sem visto ou com visto na chegada a 174 países e territórios, classificando o passaporte chileno em 16º lugar no geral (empatado com Mônaco) em termos de liberdade de viagem, o terceiro mais forte nas Américas (depois dos passaportes dos Estados Unidos e do Canadá) e o mais forte na América Latina, de acordo com o Henley Passport Index. Os passaportes do Chile, Brunei e Coreia do Sul são os únicos que oferecem acesso sem visto a todos os países do G8.